# 梅里斯镇
梅里斯镇，是中华人民共和国黑龙江省齐齐哈尔市梅里斯达斡尔族区下辖的一个镇，301国道过境，1954年划入齐齐哈尔市，1956年设乡，1961年改梅里斯公社，1984年置梅里斯乡。位于区境南部，嫩江西岸。2003年，撤销哈力乡，将其行政区域划归梅里斯乡管辖，乡人民政府驻梅里斯村
2014年2月27日，黑龙江省民政厅批复同意撤销梅里斯乡，设立梅里斯镇。

## 行政区划
梅里斯镇下辖以下地区：
后平满族村、齐齐哈达斡尔族村、梅里斯村、大八旗村、前平村、荣胜村、利发村、哈力村、黑岗子村和十三方村。